# Alisiíneos
Alisiíneos (Alysiinae) são uma subfamília da família de vespas Braconidae (insetos da ordem Hymenoptera) é relativamente grande, apresentando cerca de 40 gêneros no Novo Mundo, e contendo pelo menos 1000 espécies descritas mundialmente. Todos são parasitóides cenobiontes de moscas (insetos da ordem Diptera). Dividem-se entre duas tribos: Alysiini e Dacnusini. A tribo Alysiini ataca predominantemente Phoridae, Tephritidae e Drosophilidae. Já a tribo Dacnusini parasita exclusivamente as tribos Agromyzidae, Ephydridae e Chloropidae -- todos em larvas minadoras de folhas.
Devido aos seus hábitos como parasitoides de outros insetos, algumas espécies têm sido estudadas e aplicadas no controle de moscas de interesse sanitário e veterinário (gêneros Gnathopleura e Aphaereta) , e em alguns casos, no controle de lagartas minadoras de folhas.
Podem ser parasitoides solitários ou gregários, seja atacando ovos ou larvas dos seus hospedeiros, até o momento exclusivamente de ciclorrafos. Por não interromperem o desenvolvimento de seus hospedeiros, acabam  por completarem a metamorfose dentro do pupário construído pela larva atacada. Por conta de atacarem moscas ciclorrafas, são mais frequentemente encontrados em ambientes úmidos com material em decomposição. 
Há bem poucas espécies registradas para o Brasil, principalmente dos gêneros Alysia e Asobara, de forma que é um grupo carente de mais amplos estudos no país. 